# Senorita
Senorita — сингл записанный южнокорейской гёрл-группы (G)I-DLE. Сингл был выпущен 26 февраля 2019 года Cube Entertainment в качестве ведущего сингла из их второго мини-альбома I Made. Клип на песню также был выпущен 26 февраля.

## Композиция
Тексты песен были написаны участницей группы Соён, которая также была продюсером вместе с Yummy Tone.
Billboard описал «Senorita» "как латинский поп-тематический танцевальный трек [который] включает в себя кастаньеты и джазовые медные рога наряду с заводными ритмичными струнами и гладкими электронными эффектами".

## Коммерческий успех
«Senorita» дебютировала на 7 строчке в американском World Digital Song Sales с загрузками 1,000 и потоками 782,000 за неделю, закончившуюся 28 февраля. Это была четвертая запись группы на графике. Песня дебютировала на 30 строчке в цифровом чарте Gaon и достигла пика на 19 строчке на следующей неделе. Песня также возглавляет график на Naver Music в режиме реального времени. «Senorita» дебютировала на 26 строчке в Billboard Korea’s Kpop Hot 100 и достигла пика на 10 строчке на следующей неделе.

## Музыкальное видео
26 февраля «Senorita» был выпущен вместе со своим клипом. Видео показывает группу в ярко окрашенном отеле, полному опасности, включая леденцы с бритвенными лезвиями, свисающие краны, поражённым электрическим током фен и пожар. Релиз видео также знаменует партнерство между (G)I-dle и новой косметической линией Kaja от Memebox. Всюду участницы носят и взаимодействуют с продуктами макияжа Kaja.

## Победы
| Год  | Премия                  | Номинация            | Результат | Ссылка                          |
| ---- | ----------------------- | -------------------- | --------- | ------------------------------- |
| 2020 | Gaon Chart Music Awards | Песня года – Февраль | Номинация | [ источник не указан 718 дней ] |

| Журнал | Лист                  | Ранг | Ссылка |
| ------ | --------------------- | ---- | ------ |
| Bugs   | 2019 Year End Top 100 | 98   | [ 10 ] |

| Программа                 | Дата              | Ссылки |
| ------------------------- | ----------------- | ------ |
| Show Champion (MBC Music) | 6 марта 2019 года | [ 11 ] |

## Чарты
| Чарты (2018)                             | Высшая позиция |
| ---------------------------------------- | -------------- |
| Сингапур (RIAS)                          | 20             |
| Республика Корея (Gaon)                  | 19             |
| Республика Корея (Kpop Hot 100)          | 10             |
| США World Digital Song Sales (Billboard) | 7              |

| Чарты (2019)                          | Высшая позиция |
| ------------------------------------- | -------------- |
| Республика Корея (Gaon Digital Chart) | 27             |

| Чарт (2019)                           | Позиция |
| ------------------------------------- | ------- |
| Республика Корея (Gaon Digital Chart) | 105     |